# Каратобе (Сарыагашский район)
Каратобе (каз. Қаратөбе) — село в Сарыагашском районе Туркестанской области Казахстана. Входит в состав Актобинского сельского округа. Код КАТО — 515437500.

## Население
В 1999 году население села составляло 1563 человека (774 мужчины и 789 женщин). По данным переписи 2009 года, в селе проживал 1901 человек (978 мужчин и 923 женщины).